# 维也纳音乐厅
维也纳音乐厅（德語：Wiener Konzerthaus）是维也纳著名的地标之一。它启用于1913年，坐落在维也纳3区与1区的交接处。音乐厅自启用起至今主要致力于推广传统及创新风格的音乐形式。

## 建筑历史
1890 年，原计划在距离传统的金色大厅仅200米处建造一个有别于传统理念的名为为音乐节而筑之家 的多功能建筑群，以更大范围满足观众群对不同音乐表现形式的需求。构思拟案的建筑家Ludwig Baumann 起初提议为奥林匹亚(Olympion)建造除多个音乐厅之外一个可容纳4万人的室外溜冰场和单车运动俱乐部(Bicycleclub)。溜冰场及其周边设施于1899年完工。但部分地方1960年被新艺术运动建筑师利用作为洲際酒店集團酒店用地，还有自由风格人士也占用了Am Heumarkt为活动中心，如今的溜冰场占地只有当时计划中的3分之一大。
奥地利象征主义画家古斯塔夫·克林姆 及他的团队于1908年在当时还未启建的音乐厅用地上临时搭建了一个名为 维也纳艺术展览1908 (Kunstschau Wien 1908) 的展览厅。维也纳音乐厅最终于1911年至1913年间由维也纳剧院建筑师Ferdinand Fellner d. J.、Hermann Helmer 和Hermann Helmer 一起完工。
1945年后维也纳音乐厅肩负着推进奥地利自主意识音乐形式的使命，在上演古典派、浪漫派、維也納華爾滋等曲目的同时首演众多当代作曲家的作品 (如: 阿诺德·勋伯格的清唱剧 Die Jakobsleiter  1961)及上演国际化的爵士音乐作品和举办流行音乐作品音乐会。
多年间音乐厅经过多次的改修后原来的新艺术运动风格的装潢几乎面目全非，1972年至1975年重新在原型设计图的基础上做少量的修整恢复了音乐厅原来该有的面貌。1998年至2001年由建筑师Hans Puchhammer完成音乐厅内部的大整修及加建了一个名为新的音乐厅Neuer Saal
维也纳音乐厅的箴言题词:
“一个维护高雅音乐的场所，一个艺术追求者的聚集地，为音乐而筑之家，为维也纳而筑之家 (德语:Eine Stätte für die Pflege edler Musik, ein Sammelpunkt künstlerischer Bestrebungen, ein Haus für die Musik und ein Haus für Wien.)”

## 建筑物
这栋建筑物占地面积大概70×40 米，大门入口设在Lothringerstraße，另有两个入口设在Lisztstraße 和Am Heumarkt 。原型建有3个不受音响干预可以同时举行音乐会的音乐厅。
- 大交响音乐厅 设有1865 个座位[1]
- 莫扎特厅 设有704 个座位 (因奥地利作曲家沃尔夫冈·阿马德乌斯·莫扎特而得名)[2]
- 舒伯特厅 设有366 个座位 (因奥地利作曲家弗朗茨·舒伯特而得名)[3]
- 新音乐多功能厅 可设大概 400 个座位。从 2009 / 2010起改名为贝里奥厅 (因意大利作曲家卢西亚诺·贝里奥而得名)[4]

此外音乐厅建筑群里的一部分属于维也纳音乐表演艺术研究院 (现今维也纳音乐表演艺术大学的钢琴表演专业分部所在地)，同时还建有一个设有521个座位的剧院，该剧院隸屬於维也纳剧院研究所，作为城堡剧院的副厅，供演员彩排剧目及首演现代派风格的剧目。

## 音乐会节目
维也纳音乐厅是维也纳交响乐团、维也纳室内乐团及Klangforum Wien (该乐团以擅长演奏现代与当代音乐作品著称) 的常驻演出地。自1913年起维也纳音乐厅一直是维也纳声乐研究院的俱乐部场所。音乐厅在每年的音乐季不仅会固定邀请世界著名的交响乐团如维也纳爱乐乐团，独奏演员及室内乐团做客演出，此外还定期举办各种舞会活动如Bonbon-Ball，举办爵士音乐及世界音乐音乐会。
音乐厅举办的艺术节包括:
- 古代音乐艺术节共鸣 (每年1月份)
- 维也纳春季音乐节
- 国际音乐庆典
- 维也纳现代 现代音乐节 (每年秋季)[5]

## 网站链接

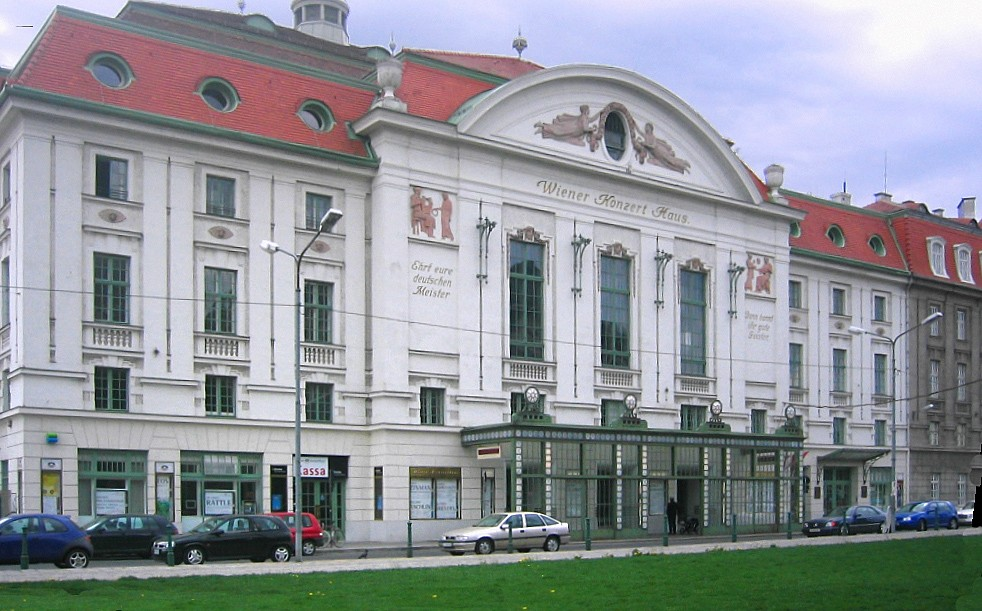
Wiener Konzerthaus

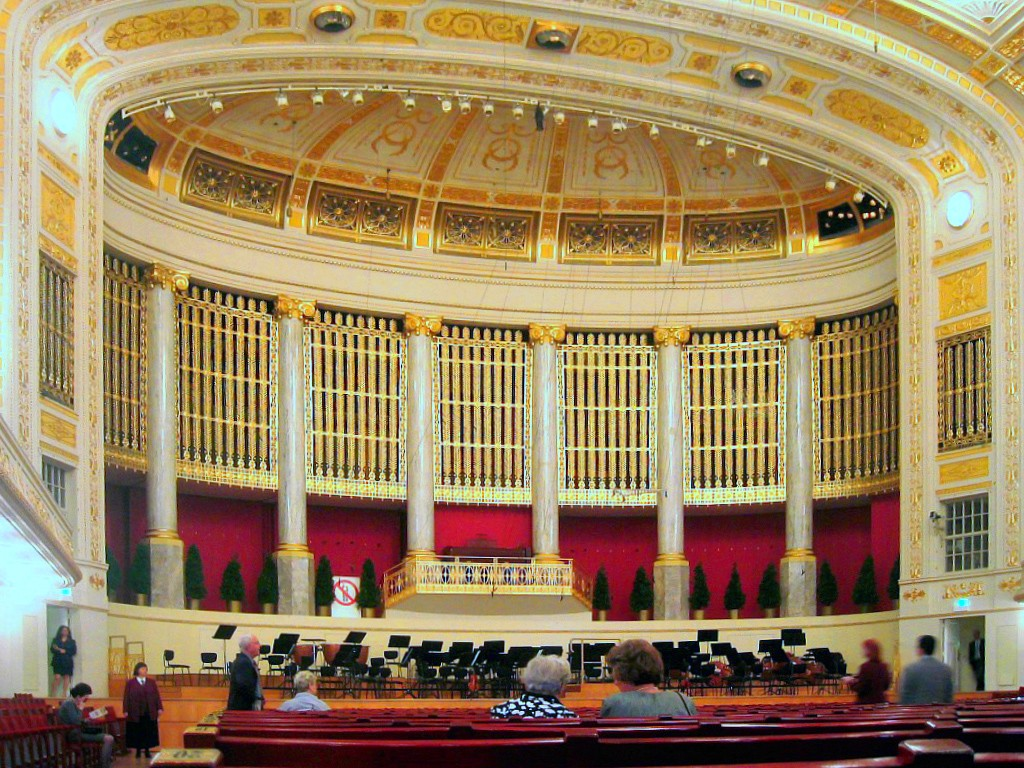
Großer Saal

- Wiener Konzerthaus （页面存档备份，存于）
- Wien Modern Festival （页面存档备份，存于）